# Cuchillo-Có
Cuchillo-Có ist die Hauptstadt des Departamento Lihuel Calel in der Provinz La Pampa im Zentrum Argentiniens. Man erreicht den Ort über die Ruta Provincial 11 und Ruta Provincial 30.

## Geschichte
Der Ort wurde am 14. März 1899 gegründet.